# Sex in der Schwangerschaft

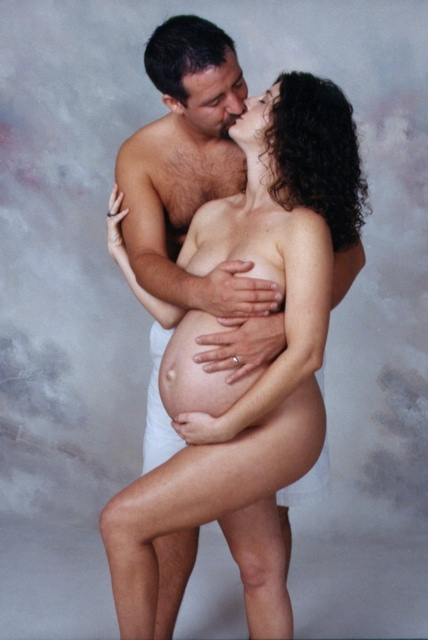

Löffelchenstellung; Reitstellung;
Reitstellung umgedreht; Doggystyle

Sex in der Schwangerschaft bezeichnet alle Sexualpraktiken, die die Partner während dieser Zeit ausüben. Das Verhalten verändert sich im Verlauf der Schwangerschaft, wobei sich im zweiten und noch mehr im dritten Trimenon für den vaginalen Intimverkehr gewisse Einschränkungen ergeben. Aus gynäkologischer Sicht spricht meist nichts dagegen, dass schwangere Frauen weiterhin verschiedene Formen von Geschlechtsverkehr einschließlich Vaginalsex haben.

## Häufigkeit im Schwangerschaftsverlauf
Im ersten Trimenon kann Schwangerschaftsübelkeit den Wunsch der Frau nach Sex verhindern. Dennoch zeigte eine Studie, dass die befragten Frauen im ersten Trimenon am häufigsten Vaginalverkehr hatten. Im zweiten Trimenon erleben ihn viele Frauen als aufregend und befriedigend. Ein Teil der Frauen verspürt stärkere sexuelle Lust, u. a. infolge gesteigerter Durchblutung ihrer Genitalien, wodurch sie Berührungen intensiver wahrnehmen. Auch der durch die Schwangerschaft eingetretene Umstand, dass die Frau nicht an Empfängnisverhütung zu denken braucht, kann ihre sexuelle Lust fördern. Ab dem zweiten und besonders im dritten Trimenon sind nur Sexstellungen geeignet, bei denen kein Druck auf den Bauch der Schwangeren ausgeübt wird. Die Nutzung mancher Sexpositionen nimmt daher ab. Eine Studie zeigte mehr sexuelle Zufriedenheit bei Frauen, die ohnehin die Löffelchenstellung, Reiterstellung und Doggystyle bevorzugen.
Eine Auswertung von 56 Studien ergab einen allmählichen Rückgang der Häufigkeit von Vaginalsex im Vergleich zur Zeit vor der Schwangerschaft. Im zweiten Trimenon steigt bei den meisten Frauen das sexuelle Verlangen an, bevor es allmählich abnimmt. Die allgemeine sexuelle Zufriedenheit korreliert mit dem Gefühl, sich über die Schwangerschaft zu freuen, sich dabei attraktiv zu fühlen und einen Orgasmus zu erleben. Im dritten Trimenon nimmt die Häufigkeit stark ab. In einer Studie an 145 Frauen im dritten Trimenon gaben rund 35 % der Frauen als Grund verminderte Libido an, 29 % Empfehlung des Arztes, 29 % die Sorge um das Wohl des Ungeborenen. Die Mehrheit hatte noch ein bis drei Mal pro Monat Vaginalsex im Vergleich zu ein bis zwei Mal pro Woche vor dem Schwangerschaftsbeginn.

## Befürchtungen
Manche Frauen und ihre Partner befürchten negative Auswirkungen auf das ungeborene Kind. Bei Stellungen, in denen Druck auf den Bauch vermieden wird, ist die Sorge unbegründet. Der Gebärmutterhals und der äußere Muttermund sind noch so eng, dass genügend Abstand zwischen dem Penis und der Fruchtblase ist. Das Ungeborene schwimmt im Fruchtwasser, es ist dadurch vor Erschütterungen geschützt. Die Gebärmutter zieht sich beim Orgasmus geringfügig zusammen, doch wird dadurch die Geburt nicht ausgelöst, es sei denn, es gibt Anzeichen, dass eine verfrühte Geburt eintreten könnte. Bei Schmierblutungen oder vorzeitigen Wehen darf kein Vaginalverkehr mehr stattfinden. Bei den Vorsorgeuntersuchungen wird die schwangere Frau vom Gynäkologen informiert, falls es nicht mehr ratsam ist. In der Zeit um den errechneten Geburtstermin ist Vaginalverkehr eine Möglichkeit, die Geburt in Gang zu bringen, denn die Prostaglandine im Sperma regen die Gebärmutter zu Muskelkontraktionen an und können das Einsetzen der Wehen auslösen. Deshalb hat Vaginalsex zu unterbleiben, falls die Gefahr einer Frühgeburt vom Arzt festgestellt wurde. Auch mit Kondom kann bei Anzeichen für eine bevorstehende Frühgeburt ein Orgasmus der Frau durch die Oxytocinausschüttung einen Beginn von Eröffnungswehen auslösen. Senkwehen nach einem Orgasmus sind bei einem geburtsreifen Kind kein Grund zur Sorge.
Ebenso wie in der Postpartalphase sind Oralsex und Masturbation allein, gemeinsam und gegenseitig, mögliche Alternativen für beide Partner, die bei gegenseitig gegebenem Einverständnis die Vertrauensbeziehung fördern. Bei Fellatio können die Prostaglandine im Sperma, wenn die Frau es schluckt, ebenfalls nur bei entsprechenden Vorbedingungen wehenauslösend wirken.